# Lieshout en zijn molens (Badings)
Lieshout en zijn molens is een compositie voor harmonieorkest (symfonisch blaasorkest) en voor fanfareorkest van Henk Badings. Het werk is geschreven ter gelegenheid van het 100-jarig bestaan van de plaatselijke harmonie "St. Caecilia" uit Lieshout. De première van dit werk werd verzorgd door het jubilerende harmonieorkest op 21 augustus 1976.
Het werk werd op langspeelplaat opgenomen door Harmonie Excelsior Gemert.